# Royaume de Glamorgan
Pour les articles homonymes, voir Glamorgan (homonymie) et Glamorgan (race bovine).
~950–~1090
Entités précédentes :
- Royaume de Gwent
- Royaume de Glywysing

Entités suivantes :
- Marches galloises
(Seigneurie de Glamorgan)

Le Glamorgan (en gallois Morgannwg) est un ancien royaume du sud du pays de Galles. Il est aujourd'hui séparé entre les comtés du Mid Glamorgan, du South Glamorgan et du West Glamorgan.

## Histoire
À l'origine le Morgannwg était un royaume fondé par un roi Morgan ap Owain surnommé Hen (i.e: le Vieux), qui réunit au royaume de Gwent le Glywysing et la Péninsule de Gower. Le royaume est conquis entre 1081 et 1091 par le baron anglo-normand Robert FitzHamon seigneur de Gloucester qui dépose son dernier roi Iestyn ap Gwrgant (mort en 1093).

### Liste des rois
- 930-974 : Morgan ap Owain ;
- vers 950 : Nowy ap Gwriad (Gwent) ;
- 974-??? : Owain ap Morgan en Glywysing ;
- 970-983 : Arthfael ap Nowy (Gwent) ;
- vers 990 : Rhys ap Owain co-roi du Glywysing ;
- vers 990-1015 Iestyn ap Owain co-roi du Glywysing ;
- vers 990- 1043 : Hywel ap Owain co-roi du Glywysing ;
- 983-1015 : Rhodri ap Elisedd et Gruffydd ap Elisedd, corégents (Gwent) ;
- 1015-1045 : Edwyn ap Gwriad (Gwent) ;
- 1015-1033 : Rhydderch ap Iestyn, Glywysing usurpe le Deheubarth ;
- 1033-1055 : Gruffydd ap Rhydderch, Glywysing et Deheubarth ;
- 1045-1055 : Meurig ap Hywel, Gwent ;
- 1055-1063 : Gruffydd ap Llywelyn Roi de Gwynedd (usurpateur) ;
- 1063-1074 : Cadwgan ap Meurig, Morgannwg ;
- 1075-1081 : Caradog ap Gruffydd de Gwent (1063-1074) fils de Gruffydd ap Rhydderch usurpe le trône ;
- 1081-1091 : Iestyn ap Gwrgant, déposé par les Anglo-normands mort en 1093.